# Giovanni Battista Bussi (1656–1726)
Giovanni Battista Bussi (ur. 31 marca 1656 w Viterbo, zm. 23 grudnia 1726) – dyplomata watykański, opat San Salvatore i kardynał.
W latach 1698–1706 internuncjusz apostolski w Brukseli, następnie (1706–1712) nuncjusz apostolski w Elektoracie Kolonii. W dniu 25 czerwca 1706 r. wyznaczony na Arcybiskupa tytularnego Tarsu, zaś wyświęcony 12 września tegoż roku. Następnie w latach 1710–1726 biskup Ankony i Umany. W dniu 18 maja 1712 r. papież Klemens XI mianował go kardynałem In pectore. Dopiero w dniu 26 września tegoż samego roku papież ujawnił jego nazwisko, zaś w dniu 30 stycznia 1713 r. objął tytularny Kościół Santa Maria in Ara Coeli.
Uczestnik konklawe 1721 i 1724 r.